# Братиславский майский фестиваль
Братиславский майский фестиваль (словац. Bratislavský majáles) — название музыкального культурного события, ежегодно с 2008 года проходящего в Братиславе на нескольких площадках. Первый фестиваль прошёл со 2 по 3 мая 2008 года в городских районах Старый город и Петржалка.
Мероприятие проводится под открытым небом, главные площадки находятся на Главной площади, Площади Гвездослава и Набережной Тырша.
Первый братиславский майский фестиваль завершился фейерверком, запущенным с теплохода на Дунае.
В первом фестивале участвовали музыкальные коллективы и исполнители Горкиже Слизе, Зузана Сматанова, Пара, Давид Коллер & Банд и Олимпик. Во время проведения фестиваля, в субботу, была возможность бесплатно прокатиться на теплоходе по Дунаю от одного причала к другому. На Новом мосту прошла выставка фотографий Мартина Коллара «Nothing Special». Были уменьшены интервалы в движении городского общественного транспорта на участке «Площадь Шафарика — Аупарк».